# Theodorik de Grote
Theodorik de Grote (Pannonië, ca. 451 - Ravenna, 30 augustus 526) was koning van de Ostrogoten. Hij volgde zijn vader Theodemir op in 474 en regeerde tot aan zijn dood. Keizer Zeno benoemde hem tot consul in 484, en aldus heerste hij over een gedeelte van Italië. Hij was ook bekend onder de naam Diederik van Bern (naar zijn zomerresidentie Verona).

## Jonge jaren
Theodorik bracht een gedeelte van zijn jeugd door als gijzelaar aan het hof in Constantinopel. Zijn vader wist daarmee de Oost-Romeinse keizer Leo I een garantie te geven dat hij het verdrag met de keizer zou respecteren. Tijdens deze periode leerde Theodorik veel over de Romeinse gebruiken en krijgskunst.
Als jongeman was hij aanwezig bij diverse veldtochten die zijn vader voerde. In 469 werden de Gepiden overwonnen in de Karpaten tijdens de Slag aan de Bolia. Het Romeinse Moesia werd in 471 bezet en Theodorik zelf leidde een aantal gevechten tegen Theodorik de Oudere. Verder viel Theodorik later als generaal van het Oost-Romeinse Rijk een aantal malen Italië binnen.

## De Ostrogoten veroveren Italië
In 476 had de Germaanse huurlingenleider Odoaker de laatste West-Romeinse keizer afgezet, wiens West-Romeinse Rijk alleen nog bestond uit de oude kernprovincie Italia, en zichzelf uitgeroepen tot koning van Italië. Odoaker zond de keizerlijke regalia naar Zeno in Constantinopel, waarmee Odoaker zichzelf onderwierp aan Zeno en de titel "Rex" aannam, dat 'koning' betekent.
Zeno gaf in 488 Theodorik toestemming om met zijn Ostrogoten Italië binnen te vallen. Theodorik probeerde dit verschillende malen, maar werd steeds teruggedreven door de legers van Odoaker. Uiteindelijk kreeg hij vaste voet in Italië. Hij versloeg de troepen van Odoaker, eerst in augustus, aan de Isonzo en daarna, in september, bij Verona. Uiteindelijk veroverde Theodorik in 493 Ravenna en maakte het tot hoofdstad van zijn rijk. Hoewel Theoderiks veldslagen succesvol waren had hij een list nodig om Odoakar uit de weg te ruimen. Op een zogenaamd vredesbanket liet hij hem verraderlijk vermoorden waarmee hijzelf de heerser van Italië werd.
Het Ostrogotische rijk strekte zich nu uit van Sicilië tot Dalmatië. Ondanks zijn Germaanse wortels werd Theodorik door zowel Romeinen als Goten als koning erkend. In Theodoriks rijk leefde ieder volk onder diens eigen wetten.

## Relatie met andere Germaanse vorsten en volkeren
In 507 sneuvelde koning Alarik II van de Visigoten in de Slag bij Vouillé tegen de Franken. Alarik werd opgevolgd door Amalarik, maar deze was nog minderjarig. Hierdoor werd Theodorik regent voor de jonge koning. Door de Slag bij Vouillé verloren de Visigoten Aquitanië aan de Franken. Alleen Septimanië werd door de Visigoten behouden. Dit is aan het ingrijpen van Theodorik te danken. Theodorik stelde zijn grenzen veilig door huwelijksbanden met deze volkeren aan te gaan. Zijn zuster Amalafrida was getrouwd met Thrasamund, koning van de Vandalen en Theodorik zelf trouwde met Audofleda, de zus van koning Clovis I van de Franken.

## Dood en nalatenschap

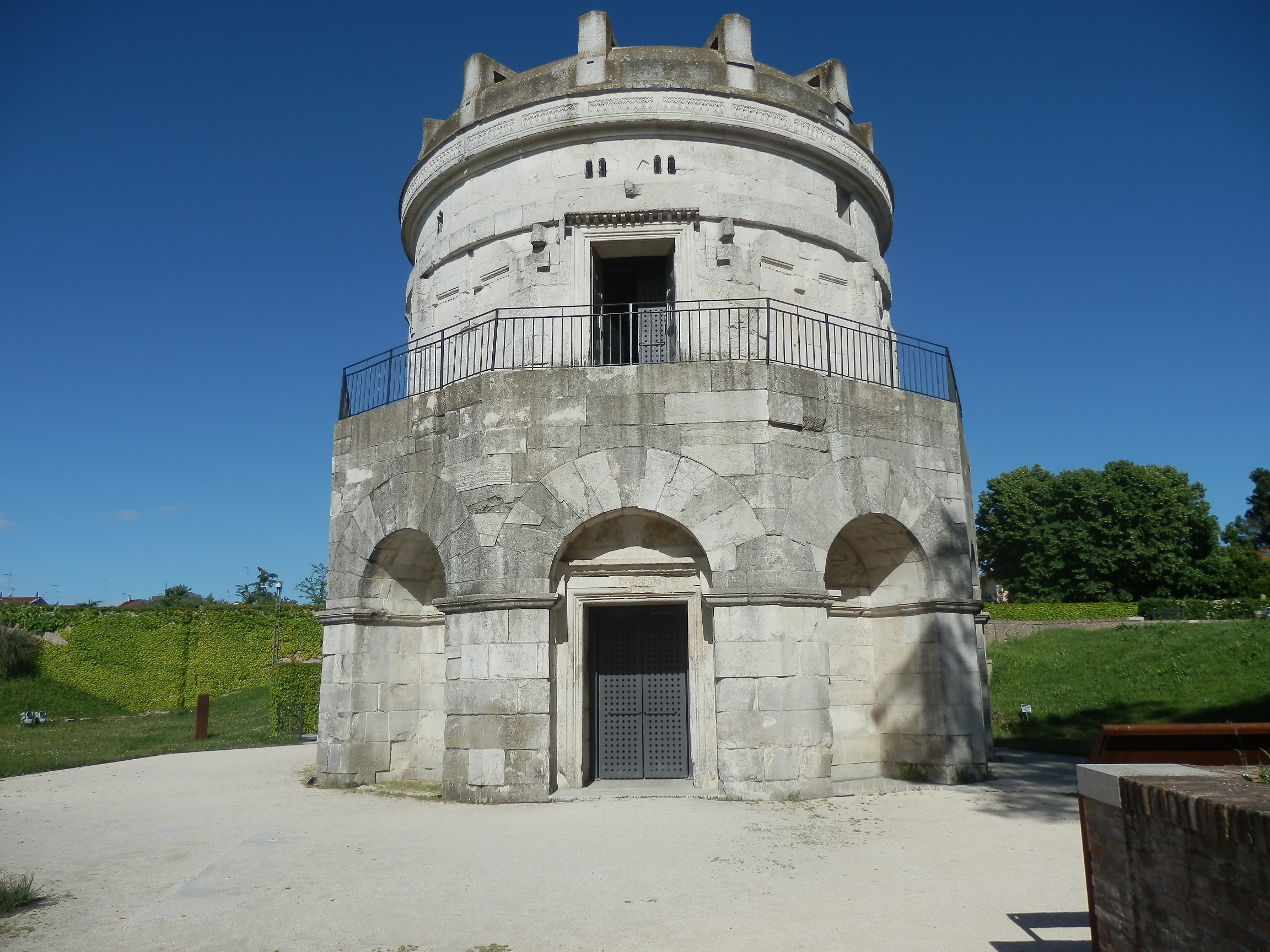
Het mausoleum van Theodorik de Grote in Ravenna.

Op 30 augustus 526 stierf Theodorik. Theodoriks dochter, Amalasuntha werd koningin van de Ostrogoten. Zij wist het rijk echter niet bijeen te houden en de katholieke Romeinen en de ariaanse Ostrogoten groeiden uit elkaar. Dit zette de Oost-Romeinse keizer Justinianus ertoe aan, nadat ze vermoord was, de Ostrogoten de oorlog te verklaren. Rond 550 was het rijk nagenoeg vernietigd.
Theodorik droeg echter wel bij tot het bewaren van de Romeinse cultuur in Italië. Zijn mausoleum en de Basiliek van Sant'Apollinare Nuovo zijn nog altijd te bezichtigen in Ravenna.